# چاپ دیجیتال سرامیکی بر روی شیشه
چاپ دیجیتال سرامیکی یا چاپ با جوهر-سرامیک (کاشی) از حدود ۲۰۰۳ پا به عرصه گذاشته و یکی از روش‌های چاپ دیجیتال نسبتاً نو و به صرفه در فرایند تصویرپردازی الگوها و نوشتارها بر روی اشیا است که برای زیبایی بخشی و تغییر ویژگی‌های این اشیای غالباً شیشه ای بکار می‌رود. و کاربردهای گسترده آن توان پاسخ گویی به بسیاری از چالش‌های نوآورانه تکنولوژی روز را داراست.
این روش قادر به شخصی‌سازی و کنترل بیشتر در میزان شفافیت، ماتی و گذردهی نور و به این دلیل، افزایش ضریب جذب و نگهداری گرمای-خورشیدی، تغییر در ضریب هدایت جریان الکتریکی، افزایش مقاومت اصطکاک سطحی شیشه و جلوگیری تلفات حیوانی در برخوردشان با سطوح بسیار شفاف را در پی داشت.

## تاریخچه
بر خلاف پارچه و کاغذ، شیشه به دلیل ویژگی سطح-نسبتا-هموار، به خوبی توانایی جذب و نگهداری مواد روی خود را ندارد و پشت نما و شفاف بودن یکی از دلایل دیگری است که تکنولوژی چاپ دیجیتال را وادار کرد راهی برای غلبه بر این چالش‌های جدی پیدا کند.
تا سال ۲۰۰۷ و حتی اکنون، دو تا از روش‌های درج شده برای چاپ روی شیشه، چاپ سیلک-اسکرین و دیجیتال با اشعه یو-وی، پرکاربرد و معمول بودند.

###### رنگ یک طرفه شیشه
روش چاپ و حرارت دهی در شیشه‌های لاکوبل.

###### سیلک-اسکرین (کاربرد-۱۹۰۷)
با یک صفحه توری همچون روش قدیمی شابلونی جوهر مخصوص بر روی سطح مدنظر، افشانه می‌شود. یا پد پرینت با درج لایه‌هایی مشتکل از رنگ‌های (اس ام وای کی)، با بیشترین کاربرد در تهیه ظروف و کاشی‌ها.

###### و انتقال طرح کاغذ (کاربرد-۱۹۳۰)
روش ابداء شده توسط جانسون-متی(Johnson Mattey) با انتقال طرح روی کاغذ به شی (ماگ، لباس، اکسسوری، پیکسل‌ها و ..) در روش سرد کردن یا حرارت دهی حدود °۱۸۰ سانتی گراد، با بیشترین کاربرد در صنعت پوشاک.

###### چاپ سابلیمیشن (کاربرد-۱۹۵۷)
روش ابدائی نوئل-د-پلَس(Noel De Plasse) که مشابه روش سیلک-اسکرین بود اما با سرعت و دقتی بیشتر و تفاوت‌های جزئی در فرایند استفاده از چاپگر تصعید رنگ.
در هرسه روش بالا، ممکن است یکی از نیازها، افشانه کردن مستقیم یا تزریق باقدرت رنگ برای چسبندگی بیشتر و زمان دار به شیشه باشد، که درنهایت نیز پس از مدتی در پی فرسایش و حرارت و شست و شو با آب و پاک کننده‌ها، طرح چاپ شده به مرور جدا می‌شود.

###### دستگاهجوهر افشانوفرابنفش(کاربرد-۱۹۹۰)[۴]
کاربرد نور فرا بنفش در این فرایند، سفتی سطح به روش‌های فتوشیمی با پیوند عرضی (شبکه ای) بسپاری است.
در روش اول یک لایه از رنگ‌های مورد استفاده در هر بار حرکت لایه به لایه سَری دستگاه چاپ، بر روی سطح افشانه و یک لامپ یو وی بر روی این سطح تابیده شده و جوهر مخصوص یو-وی خشک می‌شود، پس از اتمام فرایند براساس طرح سفارشی از ترکیب جوهر شفاف و ورنی-پخت تابشی یا رزین اپوکسی مخصوص یو-وی با طی کردن فرایند پیشین بر روی کار حالت برجسته ای ایجاد می‌شود.
در روش دوم یک لایه از رنگیزه‌های آلی در ابتدا یا انتهای کار به سطح افشانه می‌شود که بر روی آن یک لایه ضخیم از رزین یو-وی یا پودر لعاب با حرارت خمیری شده قرار گرفته و پس از لایه گذاری با اشعه یو-وی پلیمریزه و سفت می‌شود. در این روش لزومی برای استفاده از اشعه یو-وی نیست.
پختگی-تابشی تأثیر بسیاری در بالا رفتن ضریب گران روی، نقطه ذوب و جلوگیری از خوردگی‌ها و تشکیل سطح صاف، درنهایت موجب تشکیل یک لایه جامد شکننده از آن بر سطح می‌شود.

این روش اولین روشی بود که قادر می‌ساخت از تصویر رنگی و تصاویری با جزئیات بالا در چاپ استفاده شود و در چاپ بر روی تابلو شاسی‌ها، قاب پلاستیکی پشت گوشی و پیکسل‌های شفاف استفاده‌های وسیعی از این روش می‌شود، اما پخت-تابشی بر روی شیشه در مقایسه با روش جوهر-سرامیکی عملکرد مشابهی نداشته و بعدها نتیجه‌های چاپ شده فاقد سطح کیفی و پایداری لازم پروژه‌های پیچیده‌تر و بنیادی تر «همچون لایه‌های شیشه‌های محافظ پشت و جلو خودرو، وسایل ترابری و شیشه‌های کاربردی معماری» بود.

## شیوه انجام

### توضیح
ابزاری‌های مورد استفاده در این صنعت و هماهنگی دقیق بین ابزار و مواد فرایند، باعث دستیابی به سطح پیشرفته ای از چاپ دیجیتال بر روی شیشه‌ها شد، که قابلیت انعطاف‌پذیری بیشتر کاربرد جوهر سرامیک و دستکاری دقیق سطح گذردهی و شفافیت آن را حتی برا تولید شیشه‌های دودی و مات فراهم کرد و این شیوه تطابق دقیق رنگ‌ها و چاپ همزمان این رنگ‌ها برخلاف روش سیلک-اسکرین، مهیا کرده و دیگر نیازی به استفاده از لایه های(شابلون) چاپ نبود و فرایند به صورت دیجیتالی در تمام سایزها و قاب‌ها با وضوح بالا و تمام رنگی انجام می‌شد.
- البته باید در نظر داشت که ساخت شیشه‌های چند لایه هوشمند، نیازهای گذشته به این روش را کم رنگ تر کرده‌است.[۷]

### مراحل
- پس از حرارت دهی تا حدود دمای °۶۰۰ سانتی گراد، خمیر-شیشه (خمیر-سرامیک) با رنگ‌های مخزن ترکیب شده و در دماهای بالاتر باعث تجزیه و جدایی مواد اضافی موجود در جوهر شده.
- سپس خمیر شیشه «یا گرد لعاب» همراه با رنگدانه‌هایی که درون آن قرار دارند، شروع به پخش شدن می‌کنند و یک فشردگی و استحکام به لایه ساخته شده می‌دهند.
- در نهایت، لایه بدون حباب و با ضخامت و همگنی و پراکندگی مناسب با ماده رنگی درون شیشه تشکیل می‌شود.
- به دلیل بخش بخش بودن شیشه‌ها، ویرایش پنل‌ها بعد از چاپ به آسانی ممکن است.
- با این فرایند، شیشه‌های تشکیل شده در برابر گرما تا °۲۰۰ سانتی گراد مقاوم بوده و تقریباً حالتی ضد-خش نسبت به روش‌های قبل را پیدا می‌کند.

## لوازم فرایند

### چاپگر شیشه ای
همچون برخی از دستگاه‌های چاپ یو-وی، چاپگرهای دیجیتال رویه-تخت هستند که با سَری متحرک موجود در آن، جوهر سرامیک را به سطح شیشه افشانه می‌کند، در این فرایند، شیشه ایستا بوده و بخش بالایی بر رویه-چاپ حرکت می‌کند یکی از قابلیت‌های اصلی این دستگاه، تشخیص قطره جوهر خشک شده در چند لایه و رنگ آن بوده که برای جلوگیری از ایجاد خطا در کار است، به همین خاطر توانایی چاپ لایه‌هایی با دید یک طرفه «حفظ حریم شخصی ساختمان‌ها و خودروها» بر روی شیشه را خواهد داشت، خشک کن حرارتی خمیر شیشه درون دستگاه برای کاهش هزینه‌ها و زمین اشغالی کارخانه، بکاربرده شده و برای بهبود کار، سیستم به گونه ای ساخته شده که یک جابه جایی نرم بین رنگ‌ها «برخلاف روش جوهر افشان» بدون خرابی کار داشته باشد.

### جوهر چاپ سرامیک
جوهرهای استفاده شده بیشتر به رنگ‌های سبز، زرد، قرمز، آبی، سیاه و سفید روشن بوده که تقلیدی از مدل رنگی CMYK(سی ام وای کی) می‌باشد و این جوهرها با خمیر شیشه ترکیب می‌شوند و از رنگیزه‌های غیرآلی تشکیل شده‌اند.
- در برخی از چاپگرهای سفارشی از مواد مشتق از قیر و رنگ‌های به‌خصوص و گاه از پودر فلزات برای چاپ روی بوردهای شیشه ای استفاده می‌شود.[۸]

### نرم‌افزار فرایند تصویر انگاری
نرم‌افزار این دستگاه، با جلوه ای کاربر-پسند علاوه بر افزایش وضوح و دقت در فرایند تشخیص پیکسل تصاویر، وظیفه محاسبه دقیق میزان شفافیت و رنگ مورد استفاده براساس ضخامت و سایز شیشه، برای هماهنگی ماشین و دستگاه میکسر رنگ بر عهده دارد و با شرایط گفته شده در بالا نسبت به دیگر روش‌های قدیمی قابلیت بیان طرح برای دو سوی شیشه، را داراست

## بن مایه‌ها
1. ↑  «Digital Ceramic Printing System | Digital Decal Printing System» (به انگلیسی). دریافت‌شده در ۲۰۲۲-۰۴-۱۴.
2. ↑  «How to Make Screen Print Transfers». EXILE Technologies (به انگلیسی). دریافت‌شده در ۲۰۲۲-۰۴-۱۴.
3. ↑  «چاپ سابلیمیشن».
4. ↑  «Digital Printing History - Screenprint/Dow» (به انگلیسی). 2018-07-18GMT+000004:38:23+00:00. دریافت‌شده در 2022-04-14. تاریخ وارد شده در |تاریخ= را بررسی کنید (کمک)
5. ↑  «آشنایی با انواع پلیمر، کاربرد و خواص آن در 6 طبقه‌بندی». ۱۴۰۰-۰۶-۰۸\۰۵:۳۳:۵۸. دریافت‌شده در 2022-04-14. تاریخ وارد شده در |تاریخ= را بررسی کنید (کمک)
6. ↑  «رزین یووی (UV) چیست؟». itechkala. ۲۰۱۹-۰۱-۲۴. دریافت‌شده در ۲۰۲۲-۰۴-۱۴.
7. ↑  «What Is Privacy Glass & How Does It Work?». Intelligent Glass (به انگلیسی). ۲۰۲۰-۱۲-۲۳. دریافت‌شده در ۲۰۲۲-۰۴-۱۴.
8. ↑  Cheng, Dongxu; Wei, Chao; Huang, Yihe; Zhang, Zhizhou; Wang, Dong; Liu, Zekun; Newman, Mathew; Ma, Tianlei; Chueh, Yuan-Hui (2022-01-01). "Additive manufacturing of lithium aluminosilicate glass-ceramic/metal 3D electronic components via multiple material laser powder bed fusion". Additive Manufacturing (به انگلیسی). 49: 102481. doi:10.1016/j.addma.2021.102481. ISSN 2214-8604.